# Arthur Bartels (Maler)
Arthur (auch: Artur oder Arem) Ludwig Bartels (* 27. Juli 1874 in Mülhausen, Reichsland Elsaß-Lothringen; † 25. November 1925 in Berlin) war ein deutscher Maler der Düsseldorfer Schule.

## Leben
Arthur war der Sohn des Stationsvorstehers Heinrich Bartels und dessen Ehefrau Georgine, geborene Hasenbein.
Bartels besuchte in den Jahren 1891 bis 1894 die Kunstakademie Düsseldorf. Dort waren Adolf Schill, Carl Ernst Forberg, Hugo Crola, Heinrich Lauenstein und Peter Janssen der Ältere seine Lehrer. Zuletzt war er in Berlin-Lichterfelde ansässig.
Bartels starb 1925 51-jährig im damaligen Berliner Stubenrauch-Kreiskrankenhaus. Er war seit 1898 mit der wissenschaftlichen Lehrerin Ernestine Amanda Luise geb. Feigell (* 1872 in Pretschen) verheiratet.